# Final da Liga Europa da UEFA de 2018–19
A Final da Liga Europa da UEFA de 2018-2019 foi a partida final da Liga Europa da UEFA de 2018–19, a 48.ª final da segunda principal competição de clubes de futebol da Europa organizada pela UEFA e a 10.ª desde que foi renomeada de Copa da UEFA para Liga Europa da UEFA. Foi disputada em 29 de maio de 2019 no Estádio Olímpico de Baku em Baku, Azerbaijão, entre os times ingleses Chelsea e Arsenal. Foi a décima final do torneio que contou com duas equipes da mesma associação, a segunda final inglesa e a primeira entre times da mesma cidade.
O Chelsea venceu por 4 a 1 para conquistar seu segundo título da Liga Europa. Como vencedores, também ganharam o direito de jogar contra os vencedores da Liga dos Campeões da UEFA de 2018–19 na Supercopa da UEFA de 2019. Como o Chelsea já havia se classificado para a fase de grupos da Liga dos Campeões através de seu desempenho no Campeonato Inglês, o lugar na fase de grupos reservado para os vencedores da Liga Europa foi atribuído ao terceiro colocado da Ligue 1 de 2018–19, Lyon, pois a Ligue 1 é a quinta federação classificada de acordo com a lista de acessos para competições europeias da próxima temporada.
A partir desta temporada, a final da Liga Europa foi disputada na mesma semana da final da Liga dos Campeões. Em março de 2018, a UEFA anunciou que uma quarta substituição seria permitida na prorrogação e que o número de substitutos aumentaria de sete para doze. O horário de início também foi alterado de 20:45 (CEST) para 00:00
(CEST). O jogo também foi o primeiro jogo da Liga Europa a usar o sistema de árbitro assistente de vídeo (VAR).

## Equipes
Na tabela seguinte, as finais até 2009 foram na época da Copa da UEFA e as desde 2010 são na era da Liga Europa.
| Time    | Vezes que chegou à final (negrito indica que venceu) |
| ------- | ---------------------------------------------------- |
| Chelsea | 1 (2013)                                             |
| Arsenal | 1 (2000)                                             |

## Caminho até a final
Nota: Em todos os resultados abaixo, os gols dos finalistas é dado primeiro (C: casa; F: fora).
| Pos. | Equipe       | Pts |
| ---- | ------------ | --- |
| 1    | Chelsea      | 16  |
| 2    | BATE Borisov | 9   |
| 3    | MOL Vidi     | 7   |
| 4    | PAOK         | 3   |

| Pos. | Equipe          | Pts |
| ---- | --------------- | --- |
| 1    | Arsenal         | 16  |
| 2    | Sporting        | 13  |
| 3    | Vorskla Poltava | 3   |
| 4    | Qarabağ         | 3   |

## Local
Pela primeira vez, um concurso público foi aberto em 9 de dezembro de 2016 pela UEFA para selecionar os locais das finais do concurso (UEFA Champions League, UEFA Europa League, UEFA Women's Champions League e Supercopa Europeia.
As associações tiveram até 27 de janeiro de 2017 para manifestar interesse, e os dossiês de licitação devem ser enviados até 6 de junho de 2017.
A UEFA anunciou em 3 de fevereiro de 2017 que seis associações manifestaram interesse em receber a final.
| País       | Estádio                       | Cidade   | Capacidade |
| ---------- | ----------------------------- | -------- | ---------- |
| Azerbaijão | Estádio Olímpico de Baku      | Baku     | 69.870     |
| Espanha    | Estádio Ramón Sánchez Pizjuán | Sevilha  | 42.500     |
| Turquia    | Arena Vodafone                | Istambul | 41.903     |

O Estádio Olímpico de Baku, foi anunciado como o palco da final em 20 de setembro de 2017, na reunião do Comitê Executivo da UEFA, em Nyon, na Suíça.
Foi a segunda vez que um país do extremo oriente europeu sediará uma final de competições europeias, sendo que a primeira foi a Supercopa da UEFA de 2015 realizada na Geórgia e que foi vencida pelo Barcelona em cima do Sevilla por 5 a 4.

## Pré-jogo

### Identidade final
A identidade final foi revelada em 31 de agosto de 2018 no sorteio da fase de grupos, inspirando-se em vários edifícios proeminentes em Baku. O logotipo também incorpora o apelido do Azerbaijão, a "Terra do Fogo", adicionando uma chama à letra "A", e um desenho comum nos tapetes do Azerbaijão.

### Ingressos
Com uma capacidade de 64.000 espectadores para a final, um total de 37.500 ingressos está disponível para torcedores e o público em geral, com as duas equipes finalistas recebendo ingressos (número a ser confirmado) cada um e com os outros ingressos disponíveis para venda aos torcedores. em todo o mundo através do UEFA.com de 7 a 21 de março de 2019 em quatro categorias de preço: € 140, € 90, € 50 e € 30. Os ingressos restantes são alocados ao comitê organizador local, associações nacionais, parceiros comerciais e emissoras, e para servir o programa de hospitalidade corporativa.

### Tour do Troféu
Será feito um Tour com o troféu da Europa League em oito cidades europeias, começando em 5 de março de 2019 no Geneva Motor Show em Geneva, e depois em Sevilha, Berlim, Londres, Milão, Moscou, Paris e a conclusão do Tour foi na cidade anfitriã da final, Baku em 16 de maio de 2019.

## Partida
A equipe "mandante" (para fins administrativos) foi determinada em um sorteio extra realizado após o sorteio das semifinais, que foi realizado em 15 de março de 2019 na sede da UEFA em Nyon, Suíça.

## Detalhes da Partida
| 29 de maio de 2019 | Chelsea                                        | 4 – 1     | Arsenal   | Estádio Olímpico de Baku, Baku           |
| 23:00 (UTC+4)      | Giroud 49' · Pedro 60' · Hazard 65' (pen), 72' | Relatório | 68' Iwobi | Público: 51 370 Árbitro: Gianluca Rocchi |

| Chelsea | Arsenal |

| GK             | 1  | Kepa Arrizabalaga     |     |     |
| RB             | 28 | César Azpilicueta (c) |     |     |
| CB             | 27 | Andreas Christensen   | 68' |     |
| CB             | 30 | David Luiz            |     |     |
| LB             | 33 | Emerson Palmieri      |     |     |
| CM             | 7  | N'Golo Kanté          |     |     |
| CM             | 5  | Jorginho              |     |     |
| CM             | 17 | Mateo Kovačić         |     | 76' |
| RF             | 11 | Pedro                 | 56' | 71' |
| CF             | 18 | Olivier Giroud        |     |     |
| LF             | 10 | Eden Hazard           |     | 89' |
| Substitutos:   |    |                       |     |     |
| GK             | 13 | Willy Caballero       |     |     |
| GK             | 52 | Jamie Cumming         |     |     |
| DF             | 3  | Marcos Alonso         |     |     |
| DF             | 21 | Davide Zappacosta     |     | 89' |
| DF             | 24 | Gary Cahill           |     |     |
| DF             | 44 | Ethan Ampadu          |     |     |
| MF             | 8  | Ross Barkley          |     | 76' |
| MF             | 51 | Conor Gallagher       |     |     |
| MF             | 55 | George McEachran      |     |     |
| FW             | 9  | Gonzalo Higuaín       |     |     |
| FW             | 22 | Willian               |     | 71' |
| Técnico:       |    |                       |     |     |
| Maurizio Sarri |    |                       |     |     |

| GK           | 1  | Petr Čech                 |  |     |
| CB           | 5  | Sokratis Papastathopoulos |  |     |
| CB           | 6  | Laurent Koscielny (c)     |  |     |
| CB           | 18 | Nacho Monreal             |  | 66' |
| RM           | 15 | Ainsley Maitland-Niles    |  |     |
| CM           | 11 | Lucas Torreira            |  | 66' |
| CM           | 34 | Granit Xhaka              |  |     |
| LM           | 31 | Sead Kolašinac            |  |     |
| AM           | 10 | Mesut Özil                |  | 77' |
| CF           | 9  | Alexandre Lacazette       |  |     |
| CF           | 14 | Pierre-Emerick Aubameyang |  |     |
| Substitutos: |    |                           |  |     |
| GK           | 19 | Bernd Leno                |  |     |
| GK           | 44 | Dejan Iliev               |  |     |
| DF           | 12 | Stephan Lichtsteiner      |  |     |
| DF           | 20 | Shkodran Mustafi          |  |     |
| DF           | 25 | Carl Jenkinson            |  |     |
| MF           | 4  | Mohamed Elneny            |  |     |
| MF           | 29 | Mattéo Guendouzi          |  | 66' |
| MF           | 59 | Joe Willock               |  | 77' |
| FW           | 17 | Alex Iwobi                |  | 66' |
| FW           | 23 | Danny Welbeck             |  |     |
| FW           | 49 | Eddie Nketiah             |  |     |
| FW           | 87 | Bukayo Saka               |  |     |
| Técnico:     |    |                           |  |     |
| Unai Emery   |    |                           |  |     |